# Donuts
Donuts (в переводе с англ. — «Пончики») — второй и последний прижизненный сольный альбом американского продюсера и битмейкера J Dilla, выпущенный лейблом Stones Throw 7 февраля 2006 года, на тридцать второй день рождения музыканта и за три дня до его смерти. Основная часть альбома была записана в Седарс-Синайском медицинском центре, в палате Джей Диллы, где он находился с начала 2005 года. В качестве источника семплов он использовал виниловые пластинки, принесённые друзьями и матерью.
Уже после смерти музыканта альбом был признан как музыкальными критиками, так и слушателями. Альбом попал в различные списки лучших альбомов. Некоторые музыканты называют его в качестве источника вдохновения. Donuts считается рядом музыкальных критиков лучшим альбомом музыканта, а иногда и одним из лучших альбомов в истории хип-хопа.

## Предыстория
После поездки в Европу в январе 2002 года J Dilla начал замечать проблемы со здоровьем. Обследование показало, что он болен редкой болезнью крови, тромботической тромбоцитопенической пурпурой (англ. TTP). Это заставило его все последующие годы жить между домом в Лос-Анджелесе, куда он переехал в 2004 году, и госпиталем.
В 2003 году в составе Jaylib (дуэта Джей Диллы и Madlib’а) он выпускает альбом Champion Sound. Альбом был хорошо принят критиками, однако его затмил другой альбом Madlib’а, вышедший в то же время — Madvillainy, совместная работа с MF Doom’ом (в составе дуэта Madvillain). Несмотря на это, Champion Sound был важным для Диллы. Он определил стиль Donuts, позволив ему вернуться к старому, близкому к андерграунду звучанию, и дав возможность работать так, как он считал нужным — то, чего он не мог себе позволить во время работы с MCA.

## Название и концепция альбома
Альбом назван в честь любимой еды Джей Диллы — пончиков, которую он сильно любил, но не мог больше есть из-за состояния здоровья.
Donuts — инструментальный альбом; голоса, используемые в треках, были взяты с различных записей и в основном представляют собой различные короткие фразы и вздохи. Альбом состоит из тридцати одного трека (по числу полных лет музыканта во время записи альбома). Все треки достаточно короткие, 1—1,5 минуты каждый, и звучат по-разному. Журнал Clash называет альбом диалогом между двумя совершенно разными продюсерами. Оригинальный пресс-релиз альбома сравнивает его с поиском радиостанций в незнакомом городе.
Порядок треков также необычен: «Intro», вводный трек, обычно располагающийся в начале альбома, в данном альбоме стоит в конце, а «Outro», обычно завершающий трек альбома, в Donuts стоит в начале. Коллин Робинсон из Stereogum считает, что такой порядок треков является «метафорой, отсылающей к способности Диллы выворачивать наизнанку всё, что он семплировал». Конец последнего трека плавно переходит в начало первого, что позволяет непрерывно слушать данный альбом и отсылает к кольцеобразной форме пончиков.
Donuts изначально был создан в виде beat tape — демо-сборника коротких инструментальных композиций. J Dilla постоянно показывал новые beat tapes своим друзьям. Однажды он показал Madlib’у и Peanut Butter Wolf’у свою новую работу, Donuts, которая им сразу понравилась. Было решено выпустить её в виде альбома, но Иотэн «Egon» Алапатт (англ. Eothen Alapatt), менеджер лейбла Stones Throw, считал, что сначала нужно выпустить продолжение альбома Champion Sound. Однако Крис «Peanut Butter Wolf» Манак, основатель лейбла, решил, что нужно выпустить инструментальный альбом, поскольку J Dilla был слаб и не смог бы зачитать текст для альбома.

### Обложки
Оригинальная обложка, использованная для релиза на виниловых пластинках, была нарисована Джеффом Джанком (англ. Jeff Jank), сооснователем, креативным директором и дизайнером лейбла Stones Throw. Во время одного из посещений госпиталя, Джанк принёс Дилле копию альбома альтер эго Madlib’а, Quasimoto, The Further Adventures of Lord Quas. Обложку для него нарисовал Джанк, добавив туда фотографию Диллы. Дилла заинтересовался обложкой и попросил сделать ему нечто подобное для его альбома The Shining. Джанк планировал связать обложки The Further Adventures of Lord Quas и The Shining, но в итоге он использовал эту обложку для LP-издания Donuts. На ней на чёрном фоне нарисовано здание с огромным надкушенным пончиком наверху.
Для создания обложки CD-версии альбома Stones Throw попросили фотографа Брайана «B+» Кросса (англ. Brian Cross) сделать несколько снимков Диллы. Однако это не удалось сделать из-за состояния здоровья музыканта. Узнав об этом, Джефф Джанк связался с Эндрю Гурой (англ. Andrew Gura), снимавшим клип на трек рэпера M.E.D’а «Push», участие в котором принял J Dilla. Он попросил предоставить ему материалы, оставшиеся после съёмок. Среди отправленных материалов был кадр, использованный впоследствии в качестве обложки. На нём Дилла, наполовину закрывший лицо снэпбэком Детройт Тайгерс, смеётся, слегка наклонив голову. По словам матери музыканта, данная фотография отлично передаёт личность Диллы.
На обеих версиях обложек помимо названия альбома написаны оба варианта псевдонима музыканта (Jay Dee и J Dilla). Изначально также планировалось добавить короткое описание совместных работ Диллы с другими музыкантами и хвалебные цитаты от особо популярных в то время Фаррелла Уильямса и Канье Уэста.

## Запись
В 2005 году состояние Диллы ухудшилось и он был вынужден задержаться в госпитале Cedars-Sinai Medical Center дольше, чем обычно. Находясь там, он работал над двумя альбомами: Donuts и The Shining. Двадцать девять из тридцати одного трека с альбома Donuts были записаны в госпитале, в палате Диллы. Для этого ему принесли семплер Roland SP-303 и проигрыватель виниловых пластинок. Пластинки, которые ему приносили друзья и его мать, стали источником семплов для альбома. В документальном фильме Crate Diggers она рассказывает об этом:

Я принесла ящик и он тщательно осмотрел содержимое. Мне кажется, из целого молочного ящика, заполненного пластинками, он взял дюжину и отложил их, после чего сказал: «остальное можешь забрать, там нет ничего интересного»
Оригинальный текст (англ.)When I took the crate up, and he looked through it, I think out of a whole milk crate full of 45”s, I think he might have taken a dozen out of there and set them aside. He said “you can take that back to the house”. He said “none of that’s good”.

Однако за время работы над альбомом его состояние ухудшилось — он не мог ходить и с трудом говорил. Работая над альбомом, его руки затекали настолько, что он не мог ими двигать. В моменты нестерпимой боли, его мать делала ему массаж пальцев, после чего он продолжал работу. Иногда он просыпался среди ночи и просил подвинуть его к оборудованию, чтобы он мог продолжить написание музыки.
J Dilla рассказывал своему доктору, что он гордится альбомом и что единственное, чего он хочет — успеть закончить его.
Работая над альбомом, J Dilla не разрешал никому слушать незаконченный вариант. Он был в ярости, когда узнал, что его мать нарушила это правило, послушав альбом, пока Дилла проходил гемодиализ.

## Релиз
Альбом был готов к релизу в октябре 2005 года, однако дистрибьютор лейбла Stones Throw, EMI, считал, что инструментальный альбом андерграунд хип-хоп продюсера не сможет продаться тиражом 10 000 копий, поскольку один из предыдущих альбомов музыканта, Champion Sound, обернулся коммерческим провалом. Потратив несколько месяцев на переговоры, Stones Throw разрешили все проблемы с дистрибьютором и запланировали релиз на начало февраля. Вместе с релизом самого альбома был приготовлен бонусный сингл «Signs», созданный в то же время, что и сам альбом, но не предназначавшийся для включения в него.
Альбом был выпущен 7 февраля 2006 года, на тридцать второй день рождения Диллы. В честь этих двух событий друзья и коллеги по лейблу решили поздравить его. Madlib, Peanut Butter Wolf, Egon и J Rocc — друг Диллы и участник группы Beat Junkies, пришли к нему домой с тортом в виде пончика. Однако зайдя в дом они были шокированы: J Dilla, пребывавший ранее, несмотря на свою болезнь, в отличном расположении духа, был подавлен, почти не общался и только бормотал себе под нос и объяснялся жестами. Через три дня он умер от остановки сердца в своём доме в Лос-Анджелесе.

### Donuts EP: J. Rocc’s Picks
В поддержку альбома, лейбл Stones Throw совместно с сетью магазинов Guitar Center и телеканалом Adult Swim выпустил EP Donuts EP: J. Rocc’s Picks. Он содержал несколько расширенных версий треков с альбома Donuts, а также дополнительный трек «Signs». Все треки были выбраны J Rocc’ом. Копии EP, выпущенные ограниченным тиражом, были розданы посетителям вечеринок, устроенных лейблом на музыкальных фестивалях Winter Music Conference (WMC) 2006 и South by Southwest (SXSW) 2006. Позже лейбл начал продажу MP3-версии альбома на своём официальном сайте.
| №                   | Название            | Длительность |
| ------------------- | ------------------- | ------------ |
| 1.                  | «Lightworks»        | 2:32         |
| 2.                  | «Two Can Win»       | 2:56         |
| 3.                  | «Signs»             | 2:34         |
| 4.                  | «People!»           | 2:06         |
| 5.                  | «Light It Again»    | 2:51         |
| 6.                  | «High»              | 2:37         |
| Общая длительность: | Общая длительность: | 15:36        |

### Переиздания
В январе 2013 года Donuts был перевыпущен лейблом Stones Throw в виде бокс-сета. Он состоял из семи 7-дюймовых виниловых пластинок и одной дополнительной пластинки с треками «Signs» и «Sniper Elite & Murder Goons» (совместный трек Ghostface Killah и MF Doom’а, записанный в 2005 году). Ряд критиков отметили, что альбом нельзя разделять на отдельные композиции, так как он предназначался для прослушивания целиком.
27 сентября 2014 года, в честь всемирного дня магазина кассет, Donuts был перевыпущен на кассетах.
В феврале 2016 года, в честь десятилетия альбома, Donuts был перевыпущен ограниченным тиражом на виниловых пластинках. В качестве обложки использовалась оригинальная обложка с рисунком, на обратной стороне располагался новый рисунок, а внутри был отрывок из книги J Dilla’s Donuts из серии 33⅓, посвящённой данному альбому.

## Критика
| Совокупная оценка | Совокупная оценка          |
| Источник          | Оценка                     |
| ----------------- | -------------------------- |
| Metacritic        | 84/100                     |
| Оценки критиков   |                            |
| Источник          | Оценка                     |
| Allmusic          | [ 8 ]                      |
| The A.V. Club     | B+                         |
| BBC Collective    | [ 41 ]                     |
| Clash             | 10/10                      |
| Pitchfork         | 7.9/10 (2006) 10/10 (2012) |
| PopMatters        | [ 10 ]                     |
| Prefix            | 9/10                       |
| Q                 | [ 45 ]                     |
| Роберт Кристгау   | [ 46 ]                     |
| Rolling Stone     | [ 9 ]                      |
| Stylus Magazine   | B                          |
| URB               | [ 48 ]                     |

### На момент выхода
Критики хорошо восприняли Donuts. На сайте Metacritic альбом получил оценку 84 из 100. Pitchfork изначально поставил альбому оценку 7,9 из 10, назвав Donuts «чистым постмодернизмом». Однако позже, в 2012 году, переизданию альбома была выставлена оценка 10 из 10. По словам автора рецензии, Нэйта Патрина, альбом является классикой и со временем становится более глубоким. Rolling Stone поставил альбому оценку 3,5 из 5 и назвал работу артиста хорошей. PopMatters поставил Donuts оценку 9 из 10, назвав его «доказательством крайне изобретательного таланта» и заявив, что «Donuts для хип-хопа то же, что и „Вопль“ для поэзии и „Герника“ для живописи — лучшие стороны определённого стиля, максимально развитые и мастерски выполненные». Stylus Magazine назвал альбом «работой необычайного величия» и отметил, что альбом не похож на другие инструментальные хип-хоп альбомы вроде работ DJ Shadow, RJD2 или серии Special Herbs MF Doom’а. В своей рецензии для сайта Allmusic Энди Келлман поставил альбому оценку 4,5 из 5 и отметил, что Donuts «может быть той самой работой, которая лучше всего показывает личность [музыканта]» и что во время работы над альбомом J Dilla, скорее всего, «развлекался со своими любимыми записями».
Альбом был также отмечен рядом критиков, добавивших его в свои списки лучших альбомов года. Pitchfork поместил Donuts на тридцать восьмое место в списке пятидесяти лучших альбомов 2006 года, добавив, что J Dilla «не сделал другого альбома, подобного этому». Еженедельник The Village Voice поместил Donuts на тридцатое место в списке лучших альбомов 2006 года, журнал Prefix — на седьмое. BBC Collective и URB также включили альбом в свои списки лучших альбомов 2006 года.

### Ретроспективная
Уже после смерти музыканта альбом получил широкую известность среди критиков, после чего он начал появляться в различных списках лучших альбомов.
GQ поставил Donuts на 19-е место в списке 21 альбом 21-го века, который должен услышать каждый, назвав его лучшей работой музыканта и заявив, что «J Dilla создал альбом без единого слова, который может рассказать многое». The Guardian поместил альбом в список 1000 альбомов, которые стоит услышать, прежде чем вы умрёте. NME поместил альбом в похожий список 101 альбом, который стоит услышать, прежде чем вы умрёте.
Pitchfork поместил альбом на 66-е место в списке 200 лучших альбомов 2000-х, заявив, что «Дилла использовал все свои знания при создании данного альбома, получив на выходе одновременно прощание и magnum opus». Fact поместил альбом на 51-е место в списке 100 лучших альбомов 2000-х. Журнал также поместил его на пятое место в списке 100 лучших инди-хип-хоп альбомов всех времён, назвав его «одним из лучших инструментальных хип-хоп альбомов из когда-либо созданных». В списке 100 лучших альбомов 2000-х сайта PopMatters альбом занял 72 место и был назван «шедевром хип-хоп искусства». Было также отмечено, что ни у кого из подражателей Диллы не получится превзойти Donuts.
Spin поместил Donuts на 90-е место в списке 300 лучших альбомов прошедших 30 лет (1985—2014). Clash поместил альбом на девятое место в списке 50 лучших альбомов, выпущенных за время существования журнала (2004—2014), заявив, что «[альбом], скорее всего, никогда не устареет». Также редакторы журнала поместили Donuts в список 10 альбомов 21-го века, получивших оценку 10 из 10, отметив, что «наследие альбома неоспоримо» и что элементы альбома можно услышать в работах большинства других продюсеров. В июне 2016 года журнал Q поместил Donuts в свой список величайших альбомов, выпущенных за прошедшие 30 лет, назвав его «культовой классикой» и отметив, что «создавая на своих инструментальных альбомах новый набор музыкальных приёмов, на данном альбоме он сплёл потрясающие миниатюры из фрагментов фанка, соула и электронной музыки».

## Наследие
Уже после смерти Диллы инструменталы с альбома Donuts были использованы в работах ряда музыкантов, среди которых Common, Талиб Квели, Busta Rhymes, The Roots, Q-Tip, MF Doom, Lupe Fiasco, Drake и Jay Electronica. Ghostface Killah также использовал композиции «One For Ghost» и «Hi» при создании своего альбома Fishscale. В октябре 2014 года рэпер Nas выпустил композицию «The Season», основанную на композиции «Gobstopper» с альбома Donuts. «The Season» была представлена на вечеринке по случаю выпуска альбома Run the Jewels 2 его коллег по лейблу, группы Run the Jewels.
В память об альбоме и племяннике, в 2013 году дядя Джей Диллы, Херман Хэйз (англ. Herman Hayes), решил открыть магазин по продаже пончиков Dilla’s Delights (с англ. — «Наслаждения Диллы»). «Я хочу почтить память племянника правильно, и это — хороший способ», — заявил он. В магазине будут продаваться около 20 различных видов пончиков, названных в честь Диллы, его треков и мест, где он жил.
В апреле 2014 года издательство Bloomsbury Publishing выпустило в рамках серии 33⅓ книгу, посвящённую альбому Donuts. Написанная Джорданом Фергюсоном (англ. Jordan Ferguson), она рассказывает не только о создании самого альбома, но и о прошлом музыканта и музыкальной сцене Детройта в целом. Pitchfork отметил данную книгу, заявив, что «чёткое повествование и ясная проза позволяют показать продюсера Джеймса Йенси как сложную, противоречивую личность» и назвав первую часть книги «наиболее полной биографией» Диллы.
В феврале 2016 года официальный поставщик носок NBA компания Stance выпустила ограниченным тиражом в 1000 пар носки, посвящённые Дилле и альбому Donuts. Они были выполнены в тёмно-синих и оранжевых тонах (официальных цветах бейсбольной команды Детройт Тайгерс), с изображениями пончиков и надписью «Dilla». Все средства, полученные от продаж, пошли на помощь семье музыканта.
10 февраля 2016 года диджей Flying Lotus выпустил 60-минутный трибьют-live mix (диджейский сет, записанный вживую), посвящённый Джей Дилле и записанный в день его смерти. В его состав вошли композиции Диллы, включая композиции с Donuts, а также композиции, которые он семплировал. Он также заявил, что музыка Диллы занимает важное место в его жизни и что она наводит на воспоминания. «Ему не нужно было накладывать голоса поверх неё и ему не нужны были никакие рэперы чтобы добиться этого», — сказал он.

### Влияние на других музыкантов
Donuts оказал большое влияние на хип-хоп. Журнал Fact назвал альбомы, выпущенные после 2006 года, «пост-Donuts», отметив, что данный альбом являлся последним значимым релизом той эпохи, когда хип-хоп начал развиваться в различных направлениях.
Donuts стал источником вдохновения для ряда музыкантов, среди которых американский рэпер Bishop Nehru, музыкант Panda Bear, рэпер Ty Dolla Sign и британская рок-группа The Horrors. В интервью журналу Rolling Stone Джим Джеймс, лидер американской рок-группы My Morning Jacket, заявил, что Donuts является одним из его любимых альбомов, отметив что он передаёт эмоции без единого слова, и назвал его одним из лучших примеров семплинга, наравне с Paul’s Boutique. Рэпер Dr. Dre в своём шоу The Pharmacy на радио Beats 1 заявил, что J Dilla — один из исполнителей, вдохновляющих его. В качестве примера он привёл его работу над Donuts: «Одна из самых потрясающих вещей, которые мне нравятся в Дилле это то, как он продолжал работать в госпитале, лёжа в кровати, незадолго до своей смерти. Если говорить о преданности профессии, тому, что вы любите и делаете всю жизнь, то это — лучший пример. Вот поэтому мне нравится J Dilla».

## Список композиций
| №                   | Название                       | Длительность |
| ------------------- | ------------------------------ | ------------ |
| 1.                  | «Donuts (Outro)»               | 0:12         |
| 2.                  | «Workinonit»                   | 2:57         |
| 3.                  | «Waves»                        | 1:38         |
| 4.                  | «Light My Fire»                | 0:35         |
| 5.                  | «The New»                      | 0:49         |
| 6.                  | «Stop»                         | 1:39         |
| 7.                  | «People»                       | 1:24         |
| 8.                  | «The Diff’rence»               | 1:52         |
| 9.                  | «Mash»                         | 1:31         |
| 10.                 | «Time: The Donut Of The Heart» | 1:38         |
| 11.                 | «Glazed»                       | 1:21         |
| 12.                 | «Airworks»                     | 1:44         |
| 13.                 | «Lightworks»                   | 1:55         |
| 14.                 | «Stepson Of The Clapper»       | 1:01         |
| 15.                 | «The Twister (Huh, What)»      | 1:16         |
| 16.                 | «One Eleven»                   | 1:11         |
| 17.                 | «Two Can Win»                  | 1:47         |
| 18.                 | «Don't Cry»                    | 1:59         |
| 19.                 | «Anti-American Graffiti»       | 1:53         |
| 20.                 | «Geek Down»                    | 1:19         |
| 21.                 | «Thunder»                      | 0:54         |
| 22.                 | «Gobstopper»                   | 1:05         |
| 23.                 | «One For Ghost»                | 1:18         |
| 24.                 | «Dilla Says Go»                | 1:16         |
| 25.                 | «Walkinonit»                   | 1:15         |
| 26.                 | «The Factory»                  | 1:23         |
| 27.                 | «U-Love»                       | 1:00         |
| 28.                 | «Hi.»                          | 1:16         |
| 29.                 | «Bye.»                         | 1:27         |
| 30.                 | «Last Donut Of The Night»      | 1:39         |
| 31.                 | «Donuts (Intro)»               | 1:11         |
| Общая длительность: | Общая длительность:            | 43:38        |

| №  | Название                                                             | Длительность |
| -- | -------------------------------------------------------------------- | ------------ |
| 1. | «Signs» (сингл, не попавший на альбом)                               |              |
| 2. | «Sniper Elite & Murder Goons» (MF Doom совместно с Ghostface Killah) |              |

## Чарты
| Чарт (2006)                      | Позиция |
| -------------------------------- | ------- |
| Billboard Top Independent Albums | 21      |